# 寇讚
寇讚（363年—448年），字奉国，上谷郡昌平县（今北京市昌平区）人，前秦、北魏官员。

## 生平
寇讚原本是上谷郡昌平县人，家族因为避难迁徙到冯翊郡万年县（今陕西省西安市临潼区），父亲寇修之是前秦东莱郡太守，弟弟寇谦之有道术，魏太武帝拓跋焘很敬重寇谦之，就追赠寇修之安西将军、秦州刺史、冯翊公，赐给命服，谥号哀公，诏令秦雍二州为寇修之墓前立碑，又赠予寇修之母亲为冯翊夫人。寇讚宗族中追赠太守、县令、侯、子、男的有十六人，有七人做太守，五人做县令。
寇讚年轻时以清静严肃而知名，他身高八尺，仪容严肃端庄，不合礼仪的事情不做。前秦苻坚的仆射韦华是雍州的显达，虽然与寇讚年纪有差异，但一直对他另眼相看。韦华担任冯翊郡太守时，征召寇讚为功曹，寇讚后升任襄邑县县令。姚泓后秦灭亡后，秦雍一带的人民一千多家推举寇讚为首领，归顺北魏。魏明元帝拓跋嗣任命寇讚为绥远将军，魏郡太守。之后，秦雍之地来投奔河南郡、荥阳郡、河内郡的民户达到一万多家，寇讚出任安远将军、南雍州刺史，封轵县侯，北魏设立南雍州的郡县安抚百姓，在洛阳建立治所。寇讚善于招抚怀柔，流民因此背负幼儿远道而来，是之前人数的三倍。寇讚被赐予河南公的爵位，加号安南将军，兼任护南蛮校尉，仍为南雍州刺史，划分洛州和豫州的侨郡扩充南雍州。寇讚虽然官高爵重，但是待人以礼从不厌倦。
寇讚还未显贵时，曾经到相面人唐文那里相面，唐文说：“你前额上的黑痣被头巾遮住，应当官至地方长官爵封公爵。”到寇讚显贵后，唐文以百姓的礼节拜见，说：“明公还记得我过去的话吗？那时只知道你将会显贵，然而不能知道自己会做你的州民。”寇讚请唐文坐下说：“昔日您预言杜琼不得做主管官吏，人人都不以为然。等到杜琼被选为盩厔县县令，您仍然说与面相不和，而杜琼果然因为急病，还未到任就死了。昔日魏舒看到主人的儿子死了，知道自己必定位至公爵，我常因为你对杜琼的预言灵验，也没有丧失对这件事的期待。”寇讚于是赐给唐文衣服和良马。寇讚在南雍州做了十七年刺史，于公于私都获得了很好的声誉，因为年老上表请求退休。太平真君九年（448年），寇讚去世，虚岁八十六，遗嘱丧事从俭，用平常身着的服装入殓，魏太武帝为他哀悼惋惜。寇讚谥号为宣穆，儿子寇元宝承袭了爵位。

## 墓地
寇讚曾孙寇奉叔墓志记载寇奉叔葬于“河阴县之芒山河南宣穆公之墓次”，也就是今洛阳城东北拦驾沟寇奉叔墓志出土地。

## 家族

### 父亲
- 寇修之，前秦东莱郡太守，北魏追赠安西将军、秦州刺史、冯翊哀公

### 兄弟
- 寇谦之

### 夫人
- 天水杨氏，本州都别驾杨寿之女[10]

### 子女
- 寇元宝，北魏豫州别驾、河南公
- 寇虎皮
- 寇臻，北魏建忠将军、弘农郡太守、昌平威子

## 延伸阅读
[在维基数据编辑]
 《魏書·卷42》，出自魏收《魏书》